# Ribița
Ribița es una comuna ubicada en el distrito de Hunedoara, Rumania.

## Superficie
Cuenta con una superficie de 73,00 kilómetros cuadrados.

## Demografía
Hasta 2021 la población era de 1170 habitantes, con una densidad de población de 16,03 habitantes por kilómetro cuadrado.